# 剑门蝇子草
剑门蝇子草（学名：Silene tubiformis）为石竹科蝇子草属的植物，是中国的特有植物。分布于中国大陆的四川等地，生长于海拔700米至1,000米的地区，见于山地灌丛草地的岩石上，目前尚未由人工引种栽培。

## 异名
- Stellaria tubiformis C. L. Tang